# 京都西川
株式会社京都西川（きょうとにしかわ）は、かつて存在した日本の寝具メーカーのひとつである。

## 歴史・概要
近江商人の西川甚五郎商店（創業1566年）の京店（1750年開設）を源流とする。蚊帳や畳表の販売に加え、京弓の販売も 手掛けた。1887年頃、布団の販売を開始した。
1941年、西川甚五郎商店京店を法人化。
1948年に初代社長の吉川四郎が提唱した『寝具改善運動』は、「健全な生活のためには、人生の3分の1を占める睡眠が重要である。家庭の主婦は睡眠とそれを支える寝具をもっと研究しなければならない」のキーワードと共に全国に広がりをみせ、1952年にこれを礎にした「全国寝具改善指導研究会」を発足させた。
1955年に新商標「ローズ」を出願。その後、同社を代表する商品にはローズのブランド名が冠されることとなり、ローズふとん、ローズ羽毛ふとん、ローズテクニー、ローズラジカル敷きふとんなどのヒット商品を製造・販売した。2000年以降は猛暑や夏場対策の商品も展開している。
1954年に、洋ふとんの生産工場として月印ローズ株式会社（現在の西川ローズ株式会社）を京都府長岡京市に設立。1970年に工場の滋賀県移転を機に設備を増強し、不織布カーペットなどの生産を行った。会社設立当初から蚊帳やガーゼなど薄手繊維の輸出を得意としており、1960年代には連続して輸出貢献企業にも認定された。
1961年に、販売会社として岐阜ローズふとん販売株式会社を設立。その後各地に販売会社を設立するが、1995年に全販売会社を統合して西川ローズふとん販売株式会社とした。
1973年に本社所在地に新社屋を竣工。
2018年11月に、西川産業、西川リビング（旧・大阪西川）、日本橋西川ビルの代表取締役であった西川康行（通称: 八一行）が代表取締役に就任。2019年2月1日付で西川リビングと共に西川産業（同日付で西川株式会社に商号変更）に吸収合併され、解散した。同日より旧本社所在地には「西川株式会社京都オフィス」が設置されたが、2020年6月12日をもって同社大阪オフィスに統合された。

## グループ概要
同社の大株主として日本橋西川ビル株式会社（西川株式会社の100%子会社）が20.6%、西川康行が5.4%を出資していた。

## 不祥事
京都西川が2013年2月以降に販売したタオルケットについて、品質表示では「綿50%、ポリエステル50%」と表示されていたにもかかわらず、実際にはポリエステルの含有率が高く、レーヨンも混入するなどしていて、綿の割合が18.2 - 36.5%だったことが明らかとなった。同社は交換に応じるとしている。また、京都西川は、同社が販売した掛け布団製品の中に、詰め物としてポリエステルの一種であるポリティを100%使用することになっていたにもかかわらず、別のポリエステルを使用した製品があったとして、当該の布団約8万2,000枚を回収した。

## 本社・支店など
- 本社 - 京都府京都市下京区
- 支店 - 東京店（東京都中央区）・福岡支店（福岡県福岡市）
- 物流センター
  - 神足配送センター - 京都府長岡京市